# Василенко Сергій Никифорович
Сергій Никифорович Василенко (18 (30) березня 1872, Москва — 1 березня 1956, Москва) — російський та радянський композитор, диригент, педагог. Народний артист РРФСР (1940). Народний артист Узбецької РСР (1939). Лауреат Сталінської премії першого ступеня (1947).

## Біографія
Народився в родині управляючого маєтками. 1882 року його сім'я перебирається в село Царівка (нині Долгоруковський район Липецької області), але за ними залишається московське мешкання. Вчитися був відданий 1882 року в 1-й клас гімназії Креймана, де пробув лише один рік.
Серйозно навчатися музиці почав з 1888, почав брати приватні уроки у Річарда Ноха, потім  — у О. Т. Гречанінова (теорія музики), Г. Е. Конюса (композиція) та Сергія Протопопова (гармонія). Але за бажанням батька вступив на юридичний факультет Московського університету (навчався там в 1891 — 1896).
Зустріч з П. І. Чайковським залишила велике враження, і плани перемінилися. В 1895 він, залишивши університет, вступає до Московської консерваторії. У травні 1901 закінчує її з золотою медаллю (по класах контрапункту і фуги у С. І. Танєєва, композиції у М. М. Іпполітова-Іванова, диригування у В. І. Сафонова) та подорожує по Туреччині, Італії, Австрії, Швейцарії, Франції, відвідує Німеччину, Голландію, Норвегію, Єгипет.
У 1903 — 1905 був диригентом Московської приватної опери Мамонтова, в 1907 організував цикл загальнодоступних «Історичних концертів» і впродовж десяти років диригував ними.
У 1907 отримав місце професора оркестровки та композиції в Московській консерваторії, працював на цій посаді до самої смерті (з перервою в 1941 — 1943 роках).
З 1918 року організатор та керівник загальнодоступних концертів та концертів-лекцій у Москві, 1925 брав участь в організації радіотрансляцій класичної музики. Спільно з М. А. Ашрафі в 1938 в Ташкенті працював над створенням першої узбецької опери «Буран».
За роки роботи в Московській консерваторії виховав ряд відомих музикантів, серед гих О. В. Александров, А. М. Александров, М. С. Голованов, М. Абдраев та ін.
С. Н. Василенко помер 1 березня 1956. Похований у Москві на Введенському кладовищі в Москві.

## Творчість
Ранні твори Василенка відзначені впливом російського фольклору та старообрядницьких наспівів, з 1906 простежується зв'язок творчості композитора з поезією символізму (оркестрові п'єси «Сад смерті» та «Політ відьом», романси на вірші О. О. Блоку та В. Я. Брюсова), між 1910 і 1920 він починає цікавитися народною музикою Сходу і вже в радянський час неодноразово використовує її мотиви у своїх творах (балети «Нойя» та «Йосип Прекрасний»). Його твори відрізняються багатою колористичною оркестровкою, яскравою, блискучою дотепністю і грою фантазії музикою. Василенко  — автор навчального посібника «Інструментування для симфонічного оркестру» та книги спогадів, що вийшла в Москві 1979 року.
Написав кілька додаткових номерів до балету Ц. Пуні «Есмеральда» в редакції Р. М. Глієра.

## Основні твори
Опери
- «Сказання про великий град Кітеж та тихе озеро Светояр» (1902)
- «Син сонця» (1929)
- «Христофор Колумб» (1933)
- «Буран» (1938, спільно з М. Ашрафі)
- «Великий канал» (1940, спільно з М. Ашрафі)
- «Суворов» (1942)

Балети
- «Нойя» (1923)
- «Йосип Прекрасний» (1925)
- «У сонячних променях» (1926)
- «Цигани» (1936)
- «Ак-Біляк» (1942)
- «Лола» (1943)
- «Мирандолина» (1946)

Твори для оркестру
- «Епічна поема» (1903)
- П'ять симфоній (1906 — 1947, в тому числі Третя «Італійська»  — для оркестру російських народних інструментів)
- «Сад смерті» (1908)
- «Політ відьом» (1909)
- Дві «Китайські сюїти» (1927, 1933)
- «Туркменські картини» (1931)
- «Радянський Схід» (1932)
- «Узбецька сюїта» (1943)
- «Україна» (1946)

Концерти для інструментів з оркестром
- Концерт для фортепіано з оркестром (1949)
- Два концерти для скрипки з оркестром (1913, 1952)
- Концерт для віолончелі з оркестром (1944)
- Концерт для арфи з оркестром (1949)
- Концерт для балалайки з оркестром (1931)
- «Навесні», сюїта для флейти та камерного оркестру (1954)
- Концерт для кларнета з оркестром (1953)
- Концерт для валторни з оркестром (1953)
- Концерт для труби з оркестром  (Концерт-поема, 1945)

Вокальні твори
- Три пісні на вірші В. Я. Брюсова і О. О. Блока (1906)
- «Заклинання» на вірші Брюсова, К. Д. Бальмонта, М. О. Лохвицької (1909)
- «Маорійського пісні» на вірші К. Д. Бальмонта (1913)
- «Екзотична сюїта» на вірші Бальмонта, Брюсова, В. І. Іванова

- Камерні твори, обробки народних пісень, хорові твори, музика до театральних постановок та кінофільмів.

## Нагороди та премії
- Народний артист Узбецької РСР (1939)
- Народний артист РРФСР (1940)
- Сталінська премія першого ступеня (1947) — за балетну сюїту
- орден Трудового Червоного Прапора (28.12.1946)
- медалі